# 筍

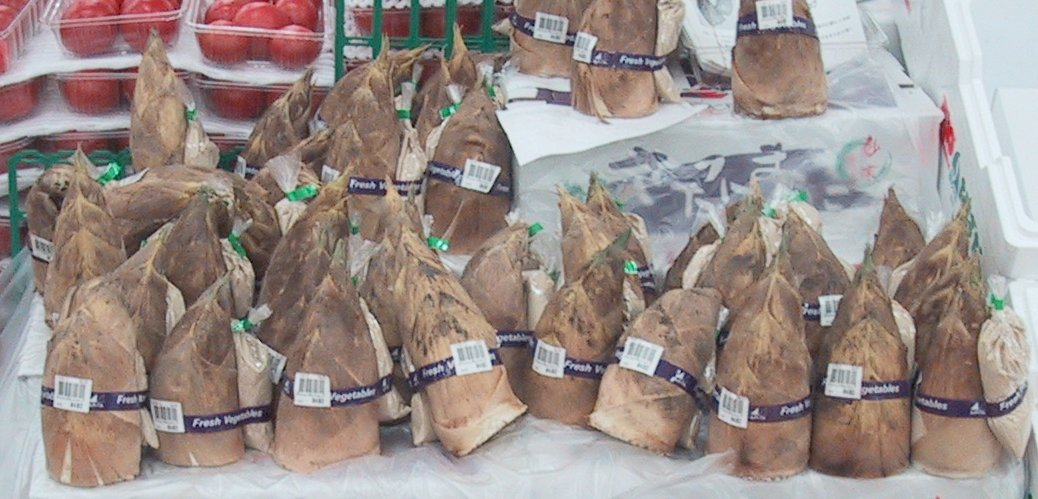
在日本超級市場內售賣的竹筍

笋或竹笋，古異名為籜龍，是指由竹子的根茎上的芽苞发育成嫩茎秆的部分。還沒有完全從地底下長出來時，以及刚刚出土仍未木质化的部分可作為蔬菜食用；若继续生长即成为竹秆。
春季笋生長破土成為竹子的速度非常快，因此竹笋實際可採集的時間很短，屬於較珍貴的食材。漢字「筍」由「竹」與「旬」組成，音從旬，而意從竹。竹筍受到陽光照射，會產生「紫杉氰醣苷」（氰甙，Taxiphyllin），吃起來易有苦味，當儲存一定時間後紫杉氰醣苷經水解酶作用後產生氰酸（HCN）、醛或酮類，應儘快煮沸殺青處理。
生竹笋与木薯相同，都含有醣苷，具有一定毒性且涩口，料理加工时需要彻底加热至熟。一般加工前清水煮一段时间为常。

## 萌发季节
- 春季发笋：孟宗竹属、苦竹属等。
- 夏季发笋：蓬莱竹属、麻竹属、巨草竹属、头穗竹属等。
- 秋季发笋：寒竹属。

## 烹調

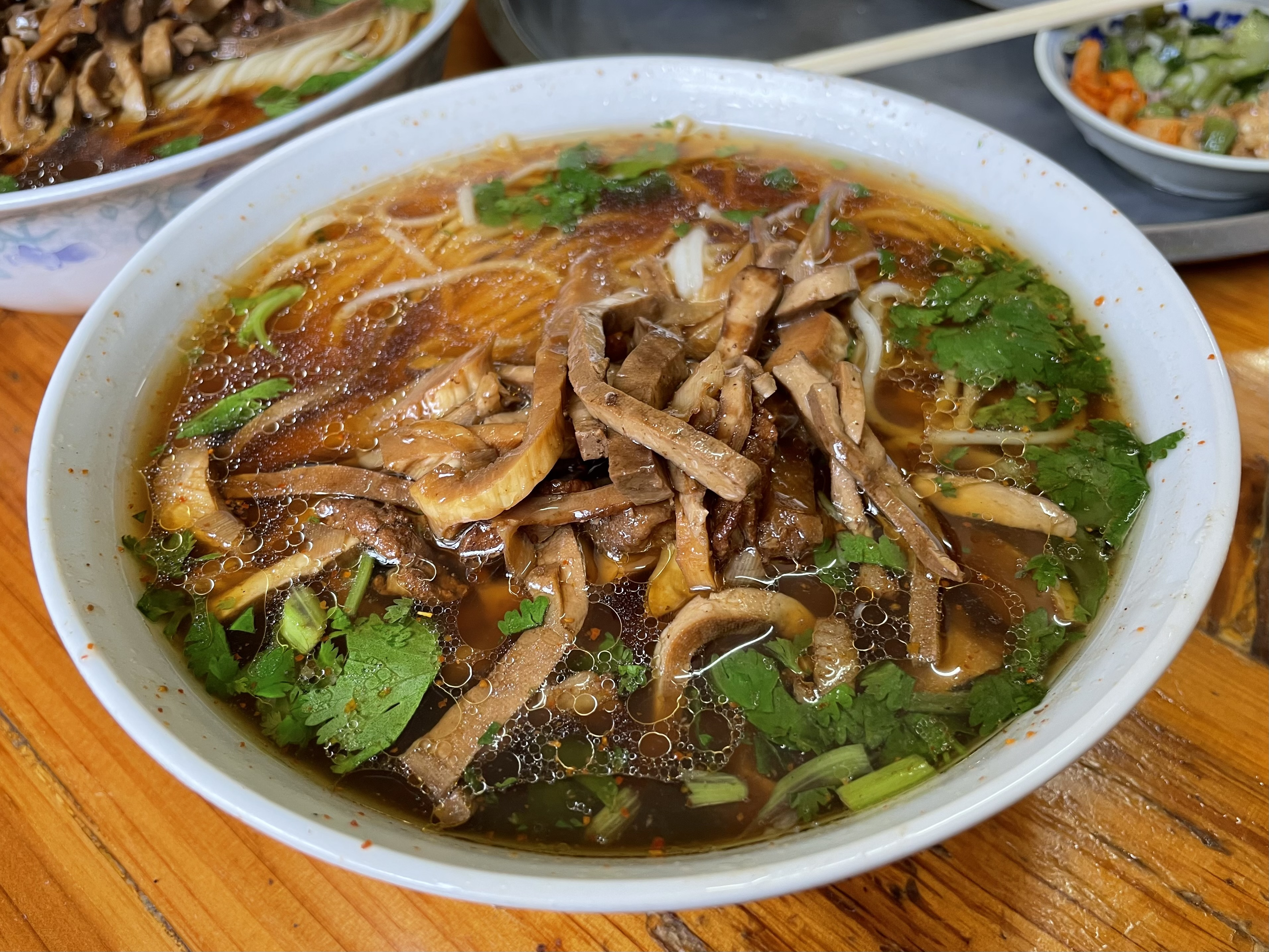
黄山地区的笋干面

笋乾燒，以筍飯等的形式食用。烹調時候需要去掉澀味。笋亦可以炒食。中国江浙一带有将冬笋与冬腌菜一起炒食，这道中式菜肴称为炒二冬。笋也可加入汤。
笋也可以晒干或烘干做成笋干。笋干味道鲜美，可烧肉或加水煮汤。现在，也有将笋干再精细加工，做成小包装，成为即食休閒食品。
笋经过发酵性酸腌成为酸笋，是广西的特产，在螺蛳粉中使用。酸笋以其强烈的臭味闻名，源自于发酵过程中氨基酸被转化产生的硫化氢和粪臭素。

## 參看
- 竹心
- 筍乾
- 鮮味

## 外部連結
- 台灣幾種食用竹品種簡述